# John Sundberg
John Sundberg, född 1891 död 1963, var en finlandssvensk kompositör. 

## Biografi
John Sundberg var verksam som kyrkomusiker i Norra svenska församlingen i Helsingfors.
Han anlitades som musikalisk expert av psalmbokskommitténs ordförande kyrkoherde E .B. Holmsten angående ändringar i psalmboken, då psalmbokstilläget 1928 uppfattades som en halvmesyr. Vid 1943 års kyrkomöte där texterna godkändes beslöt man om vem som skulle förse texterna med melodier. I den koralkommitté som tillsattes representerade dock endast John Sundberg praktisk kyrkomusikalisk erfarenhet. Koralkommittén hade sitt arbete färdigt till 1948 års kyrkomöte och melodierna till 1943 års psalmbok kunde godkännas. Att arbetet utfördes i så pass rask takt berodde på att man redan 1942 gjorde ett grundligt arbete och utgav en notbilaga till psalmboksförslaget.
Sundberg utgav den fyrstämmiga koralboken till 1943 års psalmbok. Han har bland annat komponerat melodin till psalmen När den arma jordens tid förgår.